# Ријанон
Ријанон је једна од главних ликова у Мабиногиону, средњовековној велшкој збирци прича.
Први пут се појављује у првој глави, а касније и у трећој. Она је умна жена са другог света, која је за супруга изабрала Пуила, принца од Диведа (западни Велс), иако је обећана другом. Интелигентна је, политички оријентисана, лепа и позната по својој лепоти, богатству и несебичном даривању. Са Пуилом је имала сина Придерија, који наслеђује Диведову титулу и имање. Ријанон доживљава трагедију када су јој отели новорођеног сина, након је чега је оптужују за чедоморство.
Као и неке друге фигуре британске, односно велшке књижевне традиције, Ријанон је можда рефлекс ранијег келтског божанства. Њено име потиче од британске речи Rīgantonā  што у преводу значи краљица. У првој глави Мабиногиона, Ријанон је чврсто повезана са коњима, такав је и њен син. Сматрало се да је у сродству са галском богињом коња Епоном. Она и њен син су често приказани као кобила и ждребе. Попут Епоне, она често седи на свом коњу мирно, стоички.

## Ријанонина прича
Први пут се појављује у прадомивни у близини једног од главих судова Диведа. Пуил, принц Диведа, прихватио је магични изазов где треба или да покаже чудо или да зада ударе. Ријанон се њему у сну појављује као обећано чудо. Приказује се као лепа жена у златно свиленом брокату, јашући блиставог белог коња. Пуил шаље своје најбоље коњанике да пронађу Ријанон али након два дана трчања, она увек остаје испред њих. Неуспешни у мисији која им је задата трећег дана сам Пуил креће у потрагу, и након неког времена она се појављује испред њега.
Ријанон му приговара што раније није одлучио да је пронађе, након чега му објашњава да је тражила да се уда за њега, уместо за већ обећаног Гваула. Пуил се сложи са њом, али на свадбеној вечери се појављује непознат мушкарац који тражи од Пуила да на питање које ће да му постави каже да без да зна како гласи то питање. Пуил пристаје и пада у замку јер је човек затражио да добије Ријанон. Да би се извукли из проблема Ријанон долази на идеју и орагнизује следеће. На малу врећу баца чини и даје је Пуилу са задатком да се преруши у просјака у да од непознатог мушкарца затражи да му подари воће које ће ставити у ту врећу, чиме ће га заробити. План се тако и одвија и Ријанон и Пуил остају заједно.

## Модерна интерпретација
Ријанон се данас појављује у многим реинтерпретацијама Мабиногиона. Пример ове интерпретације за Ријанон је песма групе Флитвуд мек под њеним називом коју пева Стиви Никс. Стиви је инспирацију добила након што је прочитала „Триад”, роман о натприродном. У роману се помиње велшка богиња са истим именом која доста личи на Ријанон из Мабиногиона.
У сликарству била је инспирација сликару Алан Лију, који је 1987. и 2001. илустровао два дела Мабиногиона и тако подстакао остале уметнике.